# وسط‌باز
وسط‌باز یا وسط‌بازی در ادبیات سیاسی ایران اصطلاحی است که کاربران شبکه‌های اجتماعی برای اعتراض به افرادی به کار می‌رود که در فضای دو قطبی که یک سمت آن نظام جمهوری اسلامی قرار دارد و سمت دیگر مخالفان آن و اساساً اپوزیسیون است، حرفی متفاوت می‌زنند. کسانی که نه حرف مخالف جمهوری اسلامی را عیناً تکرار می‌کنند و نه حرف کاربران طرفدار جمهوری اسلامی. گاهی کسانی که هنوز به معترضان نپیوسته‌اند یا حتی شیوه مشارکت و اعتراض آنها برای برخی از معترضان قابل قبول نیست «وسط‌باز» نام می‌گیرند. مسعود کیمیایی روزهای آغازین خیزش ۱۴۰۱ ایران با انتشار ویدئویی از برخی هنرمندان انتقاد کرد که در سال‌های اخیر با واکنش‌هایشان سعی کرده‌اند «نه سیخ بسوزد و نه کباب» و با انتقاد از «وسط‌بازان» گفت: «از یاد نبرید آن وسط باد بدبویی می‌وزد.»
اصلاح‌طلبان از جمله کسانی‌اند که اغلب به وسط‌باز بودن متهم می‌شوند. احسان کیانی در روزنامه اعتماد که خط مشی اصلاح‌طلبانه دارد نوشته‌است «هر فرد و گروهی که معتقد به چارچوب حقوقی جمهوری اسلامی و تغییر و تحول در سیاست‌ها ذیل ساخت حقیقی قدرت باشد، وسط‌باز است و این وسط‌بازی نه نقطه ضعف بلکه اتفاقاً نقطه قوت آنان است.» ضرب‌المثل‌های «نه سیخ بسوزد و نه کباب» و «یکی به نعل می‌زنه یکی به میخ» یا به «نعل و میخ زن» نیز محتوایی با همین مضمون دارد و هم‌زمان با این اصطلاح استفاده می‌شود. صادق زیباکلام اعتقاد دارد که تندروها مخالفین‌شان را مزدور، اغتشاشگر، اوباش، نفوذی، وابسته و… می‌خوانند، و براندازان هم متقابلاً منتقدینشان را مزدور نظام، وسط‌باز، معامله‌گر، فریبکار و حتی خائن خطاب می‌کنند.

## انتقاد به ماهیت این لقب
در بیشتر محافل معتقد بودند که این واژه برای یارکشی استفاده به سمت طرف خود استفاده شده‌است. محمد فاضلی، استادیار سابق دانشگاه شهیدبهشتی دربارهٔ «خطر دوقطبی شدن جامعه» با واژه وسط باز به مردم و جامعه هشدار جدی داد. امیر اقتناعی منتقد این لقب در مقاله ای در روزنامه سازندگی نوشته‌است: «در تفسیرها و تحلیل‌هایی که در دوران پسامهسا به رشته تحریر درآمد، چه عافیت‌طلبان و سکوت‌پیشه‌گان مُکسِب و چه سیاست‌ورزان و خردگرایان مشفق، هیچ‌کدام‌شان نه از هجمه ساکنان فضای مجازی مشاجرات در امان ماندند و نه از طعنه حاضران میدان واقعی منازعات. فرقی هم نمی‌کرد که آن ساکنان و این حاضران، مدافع حاکمان بوده باشند یا مخالف آنان. از منظر دو سر طیف این ماجرا، اینان «وسط‌باز» بوده و مستوجب تاختن! و تنها راه برائت از این عنوان نیز -فقط و فقط- پیوستن به یکی از این سرها بود و لاغیر …»

## منتقدان
- رضا امیرخانی: «من به همه وسط‌بازها ارادت دارم. اصلاً این موضوع روشنی است که در یک جایی از قدرت حتماً باید چنین چیزهایی وجود داشته باشد و اصلاً نمی‌توان بدون آنها کشور را اداره کرد.»[۱۰]
- علی مطهری: «حضور افراد موصوف به «وسط‌باز» یا «میانه‌رو» را برای جلوگیری از خشونت‌ها در روند اصلاحات ضروری است.»[۱۱]
- رضا کیانیان: «این اصطلاح سوپر چپ‌های خارجی یا سوپر راست افراطی داخل کشور است.»
- محمد قوچانی: «برای ریشه‌یابی باید در مورد سیاست خارجی صحبت کرد، به این معنا که به همان اندازه که سیاست داخلی ما در ایجاد شرایط فعلی مؤثر بوده، نوع نگاهی که به ایرانیان خارج کشور و دنیا داریم و رابطه ما با دنیا نیز نقش مهمی در این ماجرا دارد.»[۱۲]